# Татарский, Евгений Маркович
Евге́ний Ма́ркович Тата́рский (10 сентября 1938, Ленинград — 23 февраля 2015, Санкт-Петербург) — советский и российский кинорежиссёр, сценарист. Народный артист Российской Федерации (2004).

## Биография
Родился в Ленинграде в семье служащих. Отец — Марк Исаакович Татарский (1913—1944), инженер на заводе «Светлана», служил командиром батареи 196-й стрелковой Гатчинской дивизии, старший лейтенант, кавалер ордена Красной Звезды; погиб 10 апреля 1944 года. Мать — Виктория Львовна Татарская, кондитер-технолог на Кондитерской фабрике имени Самойловой (в 1946—1975 годах заместитель заведующего производством) и в кондитерском магазине «Норд» (с 1951 года «Север»), ею были разработаны одни из самых известных тортов советского времени (в том числе «Ленинградский»), с её именем связывают расцвет советской кондитерской эпохи.
Во время войны был с матерью в эвакуации в Тамбове. Вернувшись в Ленинград, с первого класса учился в школе № 107 Выборгского района (которая до 1954 года была мужской, а смешанной стала, когда он перешёл в девятый класс). По окончании школы поступил в Ленинградский гидрометеорологический институт, но, проучившись год, бросил учёбу и пытался поступить на актёрский факультет Театрального института. Не набрав баллов, отслужил три года в армии — в авиации противовоздушной обороны Ленинградского военного округа в Эстонии. Демобилизовавшись в июне 1960 года радистом первого класса, сдавал экзамены на режиссёрский факультет Театрального института, но не прошёл собеседование. Работал на Ленинградской киностудии научно-популярных фильмов — сперва разнорабочим, затем помощником режиссёра (его первой картиной стал «Коклюш» режиссёра Тамары Иовлевой), с 1961 по начало 1964 года объездил со съёмочными группами «весь Советский Союз, от Северного Ледовитого океана до границы с Ираном».
В параллель с работой учился на заочном отделении Института культуры на факультете культурно-просветительской работы (отделение «Режиссёр самодеятельных театров», мастерская Л. Г. Теплякова), окончил обучение в 1969 году. С 1964 года работал на киностудии «Ленфильм», сначала помощником режиссёра на картинах «Авария» и «Рабочий посёлок», затем по предложению директора последней М. И. Генденштейна — ассистентом режиссёра на картине «В городе С.» (Иосифа Хейфица), и, наконец, вторым режиссёром на фильмах «Плохой хороший человек», «Салют, Мария!», «Под каменным небом» и на совместной советско-американской ленте «Синяя птица». Уже работая вторым режиссёром, при участии Иосифа Хейфица был зачислен на третий курс отделения режиссуры телевидения ЛГИТМиКа по курсу Давида Карасика. В качестве дипломной работы снял короткометражный фильм «Пожар во флигеле» (1973) по рассказу Виктора Драгунского, получивший Гран-при фестиваля телевизионных фильмов в Мюнхене.
С 1976 года — режиссёр-постановщик. В 1977 году снял психологический детектив «Золотая мина» — один из самых популярных фильмов семидесятых. В 1979 году вышел многосерийный фильм «Приключения принца Флоризеля» по мотивам повестей Роберта Льюиса Стивенсона «Клуб самоубийц» и «Алмаз раджи». По мнению кинокритика Лидии Масловой, «фильм имеет заслуженную славу одного из главных ленфильмовских телевизионных шлягеров, непринуждённо сочетающего классические линии английского покроя и легкомысленные аксессуары, почтение к жанру костюмной экранизации и ироничную игру с ним».
С 1998 по 2002 годы снимал телесериалы. Последней его режиссёрской работой стал мини-сериал «Ниро Вульф и Арчи Гудвин», который сам оценил как провал. В 2009—2010 годах он участвовал в съёмке некоторых серий телесериала «Слово женщине».
В 2012 году вышла книга воспоминаний Евгения Татарского «Записки кинорежиссёра о многих и немного о себе» с иллюстрациями из личного архива автора (презентация издания состоялась 14 декабря 2011 года). Среди героев книги — кинорежиссёры Владимир Венгеров, Иосиф Хейфиц, Александр Иванов; драматург Александр Володин; композиторы Исаак Шварц, Александр Журбин, Сергей Курёхин; артисты Олег Даль, Любовь Полищук, Донатас Банионис, Марина Влади, Кирилл Лавров, Марина Неёлова, Александр Абдулов, Константин Хабенский.
Член Союза кинематографистов СССР (Ленинградское отделение). С 1991 года был заместителем председателя Санкт-Петербургского отделения Союза Кинематографистов Российской Федерации, с 2001 года — его председатель.
Скончался 23 февраля 2015 года в Санкт-Петербурге. По словам его друзей, «…недавно Евгений Татарский получил травму. Сегодня днём дома Татарскому резко стало хуже. Спасти его не удалось». Похоронен на Репинском кладбище, рядом с могилой жены.

## Семья
Жена — Галина Александровна Татарская (1946 - 2005). Сын — Виктор Татарский (род. 1969), кинорежиссёр.

## Фильмография

### Режиссёр
- 1973 — Пожар во флигеле (дипломный)
- 1976 — Семьдесят два градуса ниже нуля
- 1977 — Золотая мина
- 1979 — Клуб самоубийц, или Приключения титулованной особы (Приключения принца Флоризеля)
- 1980 — Лялька-Руслан и его друг Санька
- 1982 — Без видимых причин
- 1984 — Колье Шарлотты
- 1986 — Джек Восьмёркин, американец
- 1988 — Презумпция невиновности
- 1991 — Пьющие кровь
- 1993 — Тюремный романс
- 1998 — Улицы разбитых фонарей (телесериал — Менты. Часть 9: Инферно, Вторжение в частную жизнь)
- 2000 — Убойная сила (телесериал — серии «След Глухаря», «Тактика ближнего боя», «Ударная волна», «Мера пресечения»)
- 2001—2002 — Ниро Вульф и Арчи Гудвин (телесериал — фильмы «Летающий пистолет», «Воскреснуть, чтобы умереть», «Дело в шляпе», «Голос с того света», «Пока я не умер»))
- 2009—2010 — Слово женщине (телесериал)

### Сценарист
- 1986 — Джек Восьмёркин, американец
- 1998 — Улицы разбитых фонарей (телесериал — Менты. Часть 9: Инферно, Вторжение в частную жизнь)

## Награды
- Гран-при международного фестиваля телевизионных фильмов в Мюнхене (1973) за фильм «Пожар во флигеле»[22];
- заслуженный деятель искусств Российской Федерации (2 августа 1997) — за заслуги в области искусства[23];
- народный артист Российской Федерации (19 июля 2004) — за большие заслуги в области искусства[24];
- орден «За заслуги перед Отечеством» IV степени (5 апреля 2009) — за большой вклад в развитие отечественного кинематографа и многолетнюю творческую деятельность[25].

## Комментарии
1. ↑  А также торты «Белая ночь», «Лунный», «Норд», «Славянский», «Аврора» и пирожные «Север», «Ленинградское», «Невское», «Лотос»[2][10].